# Långfotad stjälkskål
Långfotad stjälkskål (Hymenoscyphus scutula) är en svampart som först beskrevs av Christiaan Hendrik Persoon, och fick sitt nu gällande namn av William Phillips 1887. Långfotad stjälkskål ingår i släktet Hymenoscyphus och familjen Helotiaceae.  Arten är reproducerande i Sverige. Utöver nominatformen finns också underarten rudbeckiae.
I den svenska databasen Dyntaxa används istället namnet Hymenoscyphus suspectus för samma taxon.  Arten är reproducerande i Sverige.